# Перце
Перцето е вид плектър, специално направен за китара. През времето хората са правели перца от най-различни материали: найлон, пластмаса, гума, дърво, метал и др. Най-използваната форма е на равнобедрен триъгълник. Има различни размери според вида на китарата. Най-често използваните размери са между 0,46 mm и 1,07 mm. Ако сте начинаещ е най-добре да използвате перце с дебелина 0,50 mm.